# Zamak

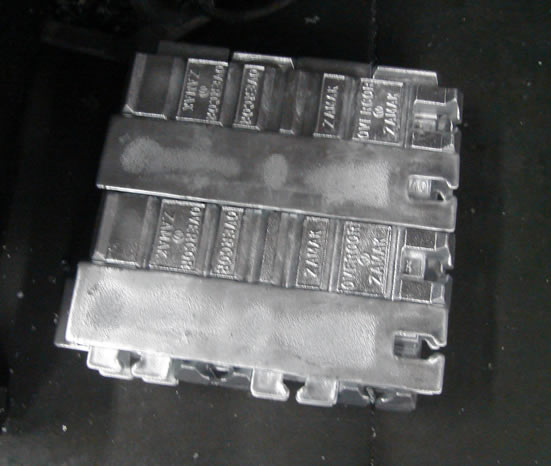
Lingots de zamak

El zamak és un aliatge de zinc amb alumini (sempre un 4%), magnesi i coure. Té duresa, resistència a la tracció, densitat 6,6 g/cm³ i punt de fusió de 386 °C. Aquest material pot injectar-se (per cambra freda o calenta i per centrifugació), un altre procés possible és la fosa en terra de coquilla. És un material barat, posseeix bona resistència mecànica i deformabilitat plàstica, i bona col·labilitat. Es pot cromar, pintar i mecanitzar. L'únic desavantatge d'aquest material és que les altes temperatures, en presència d'humitat, l'ataquen provocant una corrosió intercristal·lina (aspecte similar al desert). Pot ser utilitzat per a peces estructurals. Durant la injecció a pressió, és possible l'aparició de porus interns o bombolles en el procés d'injecció o bugada, la qual cosa pot derivar en la disminució de la resistència mecànica de les peces. No obstant això, una correcta injecció generarà una distribució homogènia de porus fins, la qual cosa afavorirà la tenacitat de la peça injectada, en veure's frenat el creixement d'esquerdes per aquests porus fins.
El zamak fou creat els anys 20 del segle XX per l'empresa nord-americana New Jersey Zinc Company. El seu nom és un acrònim alemany dels metalls que s'empren en l'aliatge: zink (zinc), aluminium (alumini), magnesium (magnesi) i kupfer (coure).
El zamak s'utilitza en components d'automòbil, construcció, electricitat, electrònica, vestit, bosses, telefonia, joguines, articles d'esport, i decoració. Últimament s'ha posat molt de moda com a part d'objectes de bijuteria; malgrat no tenir el mateix aspecte que l'acer, té bastant resistència i no s'embruta com la plata. És habitual veure-ho formar part de polseres de cuir. Només s'aprecia una pèrdua de lluentor amb el pas del temps.

## Avantatges del zamak
La fabricació de peces de fosa de zamak presenten una sèrie d'avantatges enfront de la fabricació de peces per injecció d'alumini. Aquests avantatges es tradueixen sobretot en estalvi de temps, costos i millors acabats de les peces. El zamak requereix menys consum d'energia per a la seva transformació, ja que es fon a 400-420º. La injecció de zamak a pressió permet fabricar peces en grans volums amb una alta precisió. La fabricació de peces per injecció de zamak permeten reproduir fàcilment tots els detalls de les peces, prescindint del procés de maquinat, reduint costos. Cicles d'injecció més ràpids. Estalvi de mecanitzats i energètics. Les peces fabricades amb zamak permeten millors acabats i tractaments superficials (pintures, cromats i zincats). 

## Desavantatges del zamak
No suporta alts graus de tensió i torsió. No suporta temperatures de treballs de més de 80 °C, que causa envelliment. Pèrdua de propietats mecàniques (tracció, resistència a l'impacte) amb el pas del temps a temperatura ambient. Pèrdua de propietats mecàniques per exposició a ambients humits.

## Zamak 3
Zamak 3 és l'estàndard de facto per a la sèrie zamak d'aliatges de zinc. Tot seguint la composició bàsica dels aliatges zamak (96% zinc, 4% alumini), permet fàcilment el seu emmotllament amb una gran estabilitat dimensional a llarg termini. Més del 70% dels emmotllaments d'aliatges de zinc fets a USA estan fets amb zamak 3.
| Propietats mecàniques                    | Propietats mecàniques    |
| ---------------------------------------- | ------------------------ |
| Tensió màxima                            | 268 MPa                  |
| Límit elàstic                            | 208 MPa                  |
| Resiliència                              | 46 J                     |
| Deformació                               | 6,3%                     |
| Esforç tallant                           | 214 MPa                  |
| Esforç de compressió                     | 414 MPa                  |
| Resistència a la fatiga per 5x108 cicles | 48 MPa                   |
| Duresa                                   | 97 a l'escala de Brinell |
| Mòdul elàstic                            | 96 GPa                   |

| Propietats físiques            | Propietats físiques  |
| ------------------------------ | -------------------- |
| Rang de fusió                  | 381—387 °C           |
| Densitat                       | 6,7 kg/dm³           |
| Coeficient de dilatació lineal | 27.4 μm/m-°C         |
| Conductivitat tèrmica          | 113 W/mK             |
| Resistivitat                   | 6,37 μΩ-cm (a 20 °C) |
| Calor latent de fusió          | 110 kJ/kg            |
| Calor específica               | 419 J/kg-°C          |
| Coeficient de fricció          | 0,07                 |